# Пинг-понг дипломатија
Пинг-понг дипломатија (кин: 乒乓外交 Pīngpāng wàijiāo) се односи на размену између стонотениских (пинг-понг) играча између Сједињених Америчких Држава и Народне Републике Кине (НРК) почетком 1970-их. Догађај је означио отопљавање у кинеско-америчким односима које је омогућило посету Пекингу америчког председника Ричарда Никсона.

## Историја

### Позадина
Сједињене Америчке Државе су сматрале Народну Републику Кину као агресора и примениле економску политику задржавања укључујући ембарго на НРК, након њеног уласка у Корејски рат 1950. године. После отприлике 20 година ни дипломатских ни економских односа, обе државе су коначно виделе предност у отварању једна према другој: Кина је видела ближе односе са Сједињеним Америчким Државама као делотворан одговор на њен све напетији однос са Совјетским Савезом, док су Сједињене Америчке Државе виделе ближе односе са Кином као предност у њиховим мировним преговорима са Северним Вијетнамом. „Тридесет прво Светско првенство у стоном тенису, одржано у Нагоји, у Јапану, пружило је прилику и Кини и Сједињеним Америчким Државама.“ 

### Процес
Стонотениски тим САД био је у Нагоји, у Јапану, 1971. године због 31. Светског првенства у стоном тенису када је 6. априла примио позив за посету Кини. Од раних година Народне Републике, спортови су играли важну улогу у дипломатији, често инкорпорирајући слоган „Пријатељство прво, надметање друго“. Током изолационистичких година, спортисти су били међу неколико држављана НРК којима је било дозвољено да путују преко океана. Априла 10, 1971. године, тим и пратећи новинари постали су прва америчка делегација која је крочила у кинески главни град од 1949. године. Састанак је помогнут од стране Националног комитета за односе САД и Кине. Пре посете америчких стонотенисера, једанаест Американаца је примљено у НРК на једну недељу јер су се сви изјаснили као припадници Партије црни пантер која је следила маоистичку политичку линију. То је било неуобичајено, с обзиром на то да су високопрофилисани амерички држављани, као што је сенатор Јуџин Макарти, изразили интересовање за посету Кини након председничких избора 1968. године, али чак ни он није могао да организује пут за себе упркос својој позицији.
Према Историји стоног тениса коју је написао амерички стонотенисер Тим Боган, који је отишао у Кину заједно са стонотениским тимом САД, три инцидента су можда довела до тога да се добије позив од Кине. Велшанин Х. Рој Еванс, тадашњи председник Међународне стонотениске федерације, тврдио је да је посетио Кину пре 31. Светског првенства у стоном тенису и предложио некинеским спортским властима и премијеру Џоу Енлају да Кина треба да предузме кораке да ступи у контакт са светом кроз међународне спортске догађаје после Културне револуције. Даље, америчка играчица Лија "Госпођица Пинг" Нојбергер, првакиња у Светском првенству у мешовитим дубловима из 1956. године и деветострука првакиња у Отвореном првенству САД за жене у синглу, путовала је тада са Стонотениским тимом Канаде који је био позван од стране Кине ради посете тој држави. Кина је дипломатски проширила одобрење апликације Лије Нојбергер за визу на цео амерички тим. Трећи догађај, можда највероватнији покретач, био је неочекиван али драматичан сусрет између китњастог америчког играча Глена Кауена и кинеског играча Џуанг Цедунга, троструког светског првака и освајача многих других стонотениских догађаја. Џуанг Цедунг је описао догађај 2007. године у разговору на Америчко-кинеском институту.
Догађаји који су довели до сусрета почели су када је Глен Кауен пропустио аутобус свог тима једног поподнева након свог тренинга у Нагоји током 31. Светског првенства у стоном тенису. Кауен је тренирао 15 минута са кинеским играчем, Лијанг Колијангом, када је јапански званичник дошао и тражио да се затвори терен за тренинг. Како је Кауен узалудно гледао у аутобус свог тима, кинески играч му је махнуо да уђе у аутобус његовог кинеског тима. Неколико тренутака након његовог неформалног разговора преко тумача са кинеским играчима, Џуанг Цедунг је дошао са свог задњег седишта како би га поздравио и поклонио му портрет Хуангшан планина на свиленом платну, познати производ из Хангџоуа. Кауен је желео да му да нешто заузврат, али све што је могао да пронађе у својој торби био је чешаљ. Американац је оклевајући одговорио: „Не могу да ти дам чешаљ. Волео бих да могу да ти дам нешто, али не могу“. Ово Светско првенство у стоном тенису обележио је повратак кинеског учешћа након шест година одсуства. Када су кинески тим и Кауен напустили аутобус, новинари који су пратили кинески тим направили су фотографије. У политичкој клими 1960. година, призор спортисте комунистичке Кине са спортистом Сједињених Америчких Држава свакако је привукао пажњу. Глен Кауен је касније купио мајицу са црвено-бело-плавом заставом са амблемом мира и речима „Пусти нека буде“, коју је поклонио Џуанг Цедунгу другом приликом на састанку.
Када је новинар питао Кауена: „Господине Кауене, да ли бисте волели да посетите Кину?, он је одговорио: „Па, волео бих да видим сваку државу коју нисам раније – Аргентину, Аустралију, Кину, ... Сваку државу коју нисам видео раније“. „Али шта је са Кином конкретно? Да ли бисте волели да одете тамо?“ „Наравно“, одговорио је Глен Кауен.
Током интервјуа 2002. године са славном ТВ личношћу Чен Лују, Џуанг Цедунг је рекао више о тој причи: „Пут аутобусом је трајао 15 минута, а ја сам оклевао 10 минута. Одрастао сам са слоганом 'Доле са америчким империјализмом!'. И током Културне револуције, струна класне борбе је била затегнута без преседана, а ја сам се питао: 'Да ли је у реду да имаш било шта са твојим непријатељем бр. 1?'“. Џуанг се присетио сећања да је председник Мао Цедунг срео Едгара Сноуа на говорници на Тјенанмену на Дан државности 1970. године и рекао Сноуу да Кина сада треба да положи своју наду на амерички народ. Џуанг је погледао у своју торбу и најпре прошао кроз неке игле, беџеве са Маоовом главом, свилене марамице и лепезе. Али је сматрао да то није довољно пристојно да буде добар поклон. Он је напокон узео поменути свилени портрет Хуангшан планина. Следећег дана, многе јапанске новине су садржале фотографије Џуанг Цедунга и Глена Кауена.
Када је кинески Департман за иностране послове примио извештај да се Стонотениски тим САД надао да ће бити позван да посети Кину, департман је то одбио као и обично. Џоу Енлај и Мао Цедунг су се у почетку сложили са одлуком, али када је Мао Цедунг видео вест у Дацанкао, новинском листу који је доступан једино високопозиционираним владиним званичницима, он је одлучио да позове Стонотениски тим САД. Било је извештено да је Мао Цедунг рекао: „Овај Џуанг Цедунг не само да игра стони тенис добро, већ је добар и у спољним пословима, он има ум за политику“. Дана 10. априла 1971. године, девет америчких играча, четири званичника и двоје супружника прешли су преко моста од Хонг Конга до кинеског копна и онда су проводили своје време од 11. до 17. априла играјући забавне мечеве, обилазећи Велики зид и Летњу палату и гледајући балет.

### Наслеђе
- Током недеље 9. јуна 2008. године, тродневни догађај пинг понг дипломатије је одржан у Председничкој библиотеци и музеју „Ричард Никсон“ у Јорба Линди у Калифорнији. Првобитни чланови и кинеског и америчког пинг понг тима из 1971. године били су присутни и поново су се такмичили.
- Године 1988, стони тенис је постао олимпијски спорт.
- Пинг понг дипломатија се спомиње у филму Форест Гамп из 1994. године. Након задобијања повреде у бици, Форест развија таленат за спорт и придружује се Војном тиму САД – на крају се такмичећи против кинеских тимова на турнеји добре воље.

## Реакције
По свом повратку у Сједињене Америчке Државе, један од америчких играча рекао је репортерима да су Кинези врло слични народу у САД. Он је рекао:
Људи су исти као и ми. Они су стварни, они су прави, они имају осећања. Стекао сам пријатеље, стекао сам праве пријатеље, видите. Држава је слична Америци, али опет веома различита. Она је лепа. Они имају Велики зид, они имају равнице тамо. Они имају древну палату, паркове, тамо су потоци, они имају духове који прогањају, тамо су све врсте, знате, животиња. Држава се мења од југа према северу. Људи, они имају јединство. Они заиста верују у свој маоизам.

## Никсонова посета
Два месеца након посете Ричарда Никсона, Џуанг Цедунг је посетио САД као челник кинеске стонотениске делегације, у периоду од 12. до 30. априла 1972. године. Такође су на тури били Канада, Мексико и Перу. Међутим, покушаји Кине да дође до држава кроз „пинг-понг дипломатију“ нису увек били успешни, као када је Свеиндонежанска стонотениска асоцијација (PTMSI) одбила позив Кине октобра 1971. године, тврдећи да би прихватање понуде НРК побољшало репутацију НРК. Пошто се ни совјетски спортисти ни новинари нису појавили у Кини након појављивања америчких играча и новинара, једна спекулација је да је акт показао једнак презир обе државе према СССР.

## Исход
Пинг-понг дипломатија је била успешна и резултирала је отварањем односа САД-НРК, што је водило укидању ембарга САД против Кине 10. јуна 1971. године.
Дана 28. фебруара 1972. године, током посете председника Никсона и Хенрија Кисинџера Шангају, Шангајски коминике је издат између САД и НРК. Коминике наводи да ће обе државе радити на нормализацији својих односа. Штавише, САД су признале Тајван као део Кине и договориле су се да се неће мешати у питања између Кине и Тајвана.